# Best of Omen
A Best of Omen az Omen zenekar 2004-ben megjelent válogatáslemeze, amely a Hungaroton gondozásában jelent meg. A lemez a zenekar munkásságának legjobb dalait tartalmazza. Az Idegen anyag című lemez kivételével az összes Omen albumról kerültek fel számok az albumra. A dalok legjava a Kalapács József fémjelezte korszakból lett összeválogatva, az egyetlen kivétel a 2003-as Tiszta szívvel albumon megjelent Az isten bajsza meg című szám, amely azonban nem eredeti verziójában hallható, hanem Pintér "Oki" Zoltán helyett az új énekes, Gubás Tibor közreműködésével.

## Az album dalai
1. Pokoli évek - 4:51
2. Az áldozat - 3:59
3. Csillaga hívja - 3:24
4. Könnyű szívvel - 5:03
5. Fagyott világ - 4:35
6. A harmadik - 3:02
7. Bízd rám magam - 5:21
8. Észnél legyél - 3:10
9. Hajsza a tűzzel - 4:13
10. Vámpírváros - 4:06
11. Anarchia - 3:21
12. Kurva vagy angyal - 3:46
13. Ne a pénz...' - 4:19
14. Szelíden - 5:09
15. Jelek a mélyből - 4:34
16. Várom a napot - 4:16
17. A jóság nem véd - 3:35
18. Az isten bajsza meg - 3:56

A dalok szövegét Horváth Attila írta. (Az Isten bajsza meg című dalt Katona László írta.)

## Közreműködők
- Kalapács József - ének (kivéve 18)
- Gubás Tibor - ének (18)
- Nagyfi László - gitár
- Szekeres Tamás - gitár (2-4, 6-11, 14, 17)
- Sárközi Lajos - gitár (1, 5, 12-13, 15-16)
- Daczi Zsolt - gitár (16, 18)
- Ács András - basszusgitár (kivéve 18)
- Vörös Gábor - basszusgitár (18)
- Nagyfi Zoltán - dob